# Wild One: The Very Best of Thin Lizzy
Wild One: The Very Best of Thin Lizzy è una raccolta della band hard rock Thin Lizzy, pubblicata nel 1996.

## Tracce
1. The Boys Are Back in Town
2. Jailbreak
3. Don't Believe a Word
4. Waiting for an Alibi - (Lynott, Gary Moore)
5. Rosalie/Cowgirl's Song (live) - (Bob Seger, Lynott, Brian Downey)
6. Cold Sweat - (Lynott, John Sykes)
7. Thunder and Lightning - (Downey, Lynott)
8. Out in the Fields (with Gary Moore) - (Moore)
9. Dancin' in the Moonlight
10. Parisienne Walkways (with Gary Moore) - (Lynott, Moore)
11. Sarah - (Lynott, Moore)
12. Still in Love with You (live)
13. Emerald - (Scott Gorham, Brian Robertson, Downey, Lynott)
14. Bad Reputation - (Downey, Gorham, Lynott)
15. Killer on the Loose
16. Chinatown - (Downey, Gorham, Lynott, Snowy White)
17. Do Anything You Want To
18. The Rocker - (Lynott, Eric Bell, Downey)
19. Whiskey in the Jar - (Trad. arr. Lynott, Bell, Downey)

## Formazione
- Phil Lynott - basso, voce
- Brian Downey - batteria
- Scott Gorham - chitarra
- Eric Bell - chitarra
- Brian Robertson - chitarra
- Gary Moore - chitarra
- Snowy White - chitarra
- John Sykes - chitarra
- Darren Wharton - tastiere